# 南菲爾德斯站
南菲爾德斯站（英語：Southfields tube station）是倫敦地鐵的一個車站，位於旺茲沃思區的南菲爾德斯。南菲爾德站是區域線的車站，位於倫敦第3收費區。南菲爾德斯站開通於1889年6月3日。

## 外部連結
- London Transport Museum Photographic Archive（页面存档备份，存于）
  - Southfields station, 1933
  - Southfields station, 2001